# Lật đật

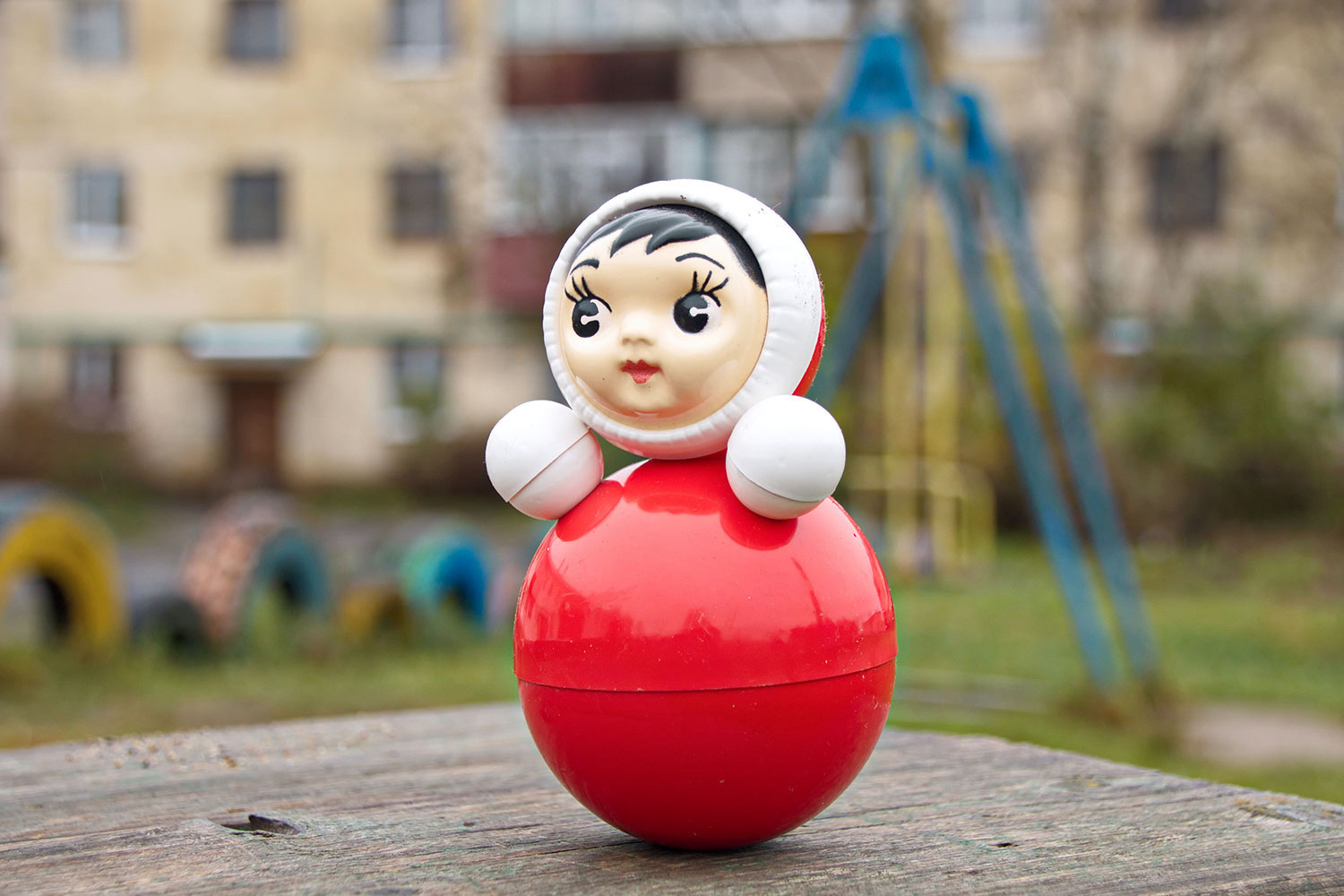
Một con lật đật

Lật đật là một đồ chơi hình người có đáy tròn gắn vật nặng, thường là hình quả trứng, rất dễ lắc lư, mỗi khi đặt nằm là tự bật dậy. Toàn thân lật đật đều rất nhẹ, chỉ có phần dưới của nó là có một miếng chì hay sắt tương đối nặng, vì thế trọng tâm của nó rất thấp. Khi nghiêng về một bên, do điểm tựa giữa lật đật và bề mặt có sự thay đổi, trọng tâm và điểm tựa sẽ không cùng trên một đường thẳng; lúc này, dưới tác động của trọng lực, con lật đật sẽ lắc lư quanh điểm tựa cho đến khi khôi phục lại vị trí bình thường. Mức độ nghiêng của con lật đật càng lớn, hiệu quả lắc lư mà trọng lực tạo ra cũng càng lớn khiến cho xu thế khôi phục lại vị trí ban đầu trở nên rõ ràng, vì thế, con lật đật không bao giờ bị đổ.

## Nghệ thuật
- Nhà hát Dynamogene Theater tổ buổi biểu diễn gọi là Monsieur Culbuto cho phép khán giả tương tác với người mặc đồ con lật đật.
- Nhân vật Mr. Wobblyman trong hai phim hoạt hình truyền Noddy's Toyland Advemtures và Make Way For Noddy.
- Nhân vật Wobble The Clown trong phim truyền hình dành cho thiếu nhi Playdays (cồn được gọi là Playbus đến tháng 12 năm 1989).